# Anthaxia acutangula
Anthaxia acutangula es una especie de escarabajo del género Anthaxia, familia Buprestidae. Fue descrita científicamente por Motschulsky en 1861.